# Jawiszowice
Jawiszowice is een plaats in het Poolse district Oświęcimski, woiwodschap Klein-Polen. De plaats maakt deel uit van de gemeente Brzeszcze en telt 6700 inwoners.
In Jawischowitz was van 15 augustus 1942 tot 19 januari 1945 een nevenkamp van het concentratiekamp Auschwitz.

## Verkeer en vervoer
- Station Jawiszowice Jaźnik